# Port lotniczy Lalomalava
Port lotniczy Lalomalava (IATA: LAV) – międzynarodowy port lotniczy położony we wiosce Lalomalava, na wyspie Savaiʻi. Jest piątym portem lotniczym na Samoa.

## Linie lotnicze
- Polynesian Airlines
- Samoa Air
- South Pacific Island Airways